# Carlos Echevarría
Carlos Echevarría Zudaire (* 4. November 1940 in Aramendía, Navarra) ist ein ehemaliger spanischer Radrennfahrer.

## Sportliche Laufbahn
Echevarría war Straßenradsportler. 1961 wurde er Unabhängiger. Er bestritt das Milk Race und kam beim Sieg von Bill Holmes auf den 8. Gesamtrang.
Von 1963 bis 1971 war er als Berufsfahrer aktiv. Er begann seine Profikarriere im Radsportteam Kas-Kaskol und fuhr seine gesamte Profikarriere für dieses Team. 
Echevarría gewann 1962 und 1963 das Etappenrennen Vuelta a La Rioja. 1964 siegte er in der Euskal Bizikleta. 1965 war er im Gran Premio Pascuas vor Eusebio Vélez und im Gran Premio San Lorenzo erfolgreich. 1966 gewann er die Gesamtwertung des Gran Premio Leganes (wie auch 1968) und den Gran Premio Navarre (heute GP Miguel Induráin). Das Rennen Euskal Bizikleta gewann er 1967. 1969 war er im Eintagesrennen Trofeo Luis Puig erfolgreich, die Klasika Primavera gewann er 1970.
Echevarría holte Etappensiege in der Vuelta a La Rioja 1963, 1964 und 1970, im Rennen Euskal Bizikleta 1964, im Critérium du Dauphiné 1966, in der Vuelta al País Vasco 1970.
Zweiter wurde Echevarría im Clásica a los Puertos de Guadarrama 1963, in der Vuelta a La Rioja 1964, in der Katalonien-Rundfahrt 1965, im Critérium du Dauphiné 1966, in der spanischen Straßenmeisterschaft 1966 hinter Luis Otaño, im Gran Premio Pascuas 1967 und 1969. Dritte Plätze holte Echevarría im Gran Premio Pascuas 1964, in der Vuelta a La Rioja 1965, in der Vuelta a España 1966, im Gran Premio Llodio und in der Trofeo Luis Puig 1970. Er bestritt alle Grand Tours.

## Grand-Tour-Platzierungen
| Grand Tour            | 1963 | 1964 | 1965 | 1966 | 1967 | 1968 | 1969 | 1970 |
| --------------------- | ---- | ---- | ---- | ---- | ---- | ---- | ---- | ---- |
| Vuelta a EspañaVuelta | 25   | 18   | 5    | 3    | 16   | 8    | 9    | 24   |
| Giro d’ItaliaGiro     |      |      | –    |      | 17   |      | –    | –    |
| Tour de FranceTour    | DNF  | DNF  | 53   | 25   | –    | 29   | –    | –    |